# Leo Cella
Leo Cella (ur. 1 października 1938 roku, zm. 17 lutego 1968 roku) – włoski kierowca wyścigowy.

## Kariera
Cella rozpoczął karierę w międzynarodowych wyścigach samochodowych w 1963 roku od startów w European Touring Car Championship. Z dorobkiem 54 punktów uplasował się na dziewiątej pozycji w klasyfikacji generalnej. W późniejszych latach Włoch pojawiał się także w stawce Włoskiej Formuły 3, Francuskiej Formuły 3, 24-godzinnego wyścigu Le Mans, World Sportscar Championship oraz SCCA Trans-Am.